# Monte Senderens
Il monte Senderens (1315 m s.l.m.) è una vetta situata poco più a sud del Monte Sabatier e un paio di km a nord della baia di Rogged, all'estremità meridionale della Georgia del Sud. Questa vetta appare su mappe risalenti agli anni '30. È stata così nominata dal Comitato britannico per i toponimi antartici (UK-APC) in onore di Jean-Baptiste Senderens, un chimico e presbitero francese, il cui lavoro con Paul Sabatier portò all'introduzione, intorno al 1907, del processo di idrogenazione per indurire l'olio di balena.